# Luigo
Luigo è un film italiano del 2017 diretto da Stefano Usardi. Il film è girato quasi interamente per le strade di Bologna. Prodotto con un piccolo budget è uscito nelle sale il 13 novembre 2017.

## Trama
Luigo ha completamente dilapidato il proprio patrimonio personale mettendo in scena personaggi fantasiosi di cui assume l'identità pagando. Vive in un piccolo appartamento nel centro di Bologna con il fratello Zeno: con l'aiuto dell'amica Michela, decide di recuperare il corpo di un immigrato in mare per mettere in scena il proprio funerale e poter così fuggire dai creditori.
Preso alle strette dall'ispettore di una fantomatica agenzia delle entrate non si capacita di come poter fare. Tenta ben due volte la fuga, ma non riesce a scappare dall'Italia ed è costretto a tornare indietro. Nel pieno della disperazione esistenziale decide, assieme al fratello e all'amica Michela, di procurarsi un corpo per simulare la sua morte. Dopo estenuanti attese finalmente il telegiornale annuncia l'ennesima strage del mare, così i due protagonisti decidono, a malincuore, di recarsi in spiaggia. Dopo aver faticosamente caricato il corpo inerme del giovane africano tornano a Bologna. Giorni dopo, mentre stanno preparando tutto per la messa in scena finale, si rendono conto che il ragazzo non è morto. A quel punto tutti i piani sono sconvolti, e il protagonista fatica a trovare una soluzione, che si presenta improvvisa con il malore dell'ispettore nel pieno delle indagini.

## Produzione
Il film è stato prodotto con il contributo della Film Commission di Bologna. La prima proiezione è stata al Kinodromo di Bologna, circolo attivo nella produzione e promozione di film indipendenti. La principale caratteristica che si rifà direttamente al cinema situazionista è il fatto che le riprese vengono spesso organizzate all'ultimo momento e le comparse sono prese direttamente dalla strada al momento di iniziare le riprese. Si tratta di una caratteristica che si è rivelata anche nel precedente film dello stesso regista Il mio giorno.